# Энке, Иоганн Франц
Иога́нн Франц Э́нке (нем. Johann Franz Encke; 23 сентября 1791[…], Гамбург — 26 августа 1865[…], Берлин или Шпандау) — немецкий астроном, участник освободительной войны в составе ганзейского легиона.
Член Прусской академии наук (1825), иностранный член Лондонского королевского общества (1825), корреспондент Парижской академии наук (1825), иностранный почётный член Петербургской академии наук (1829).

## Биография
Иоганн Франц Энке родился 23 сентября 1791 года в городе Гамбурге. Получил образование в Гёттингенском университете.
С 1816 года — астроном в обсерватории в Готе. С 1825 по 1862 — директор Берлинской обсерватории и редактор издания «Berliner astronomisches Jahrbuch».
Первую известность Энке принесли его работы по определению солнечного параллакса, расстояния от Земли до Солнца, размеров Солнечной системы. В основе метода определения солнечного параллакса лежала идея Эдмонда Галлея наблюдений прохождения Венеры по диску Солнца, проводимых в разных пунктах земного шара. Проведённые в 1761 и 1769 гг. в разных странах наблюдения прохождений дали ценный материал, общую обработку которого произвел Энке и вывел значение параллакса 8,5", мало отличающееся от значения, принятого в настоящее время (8,790").

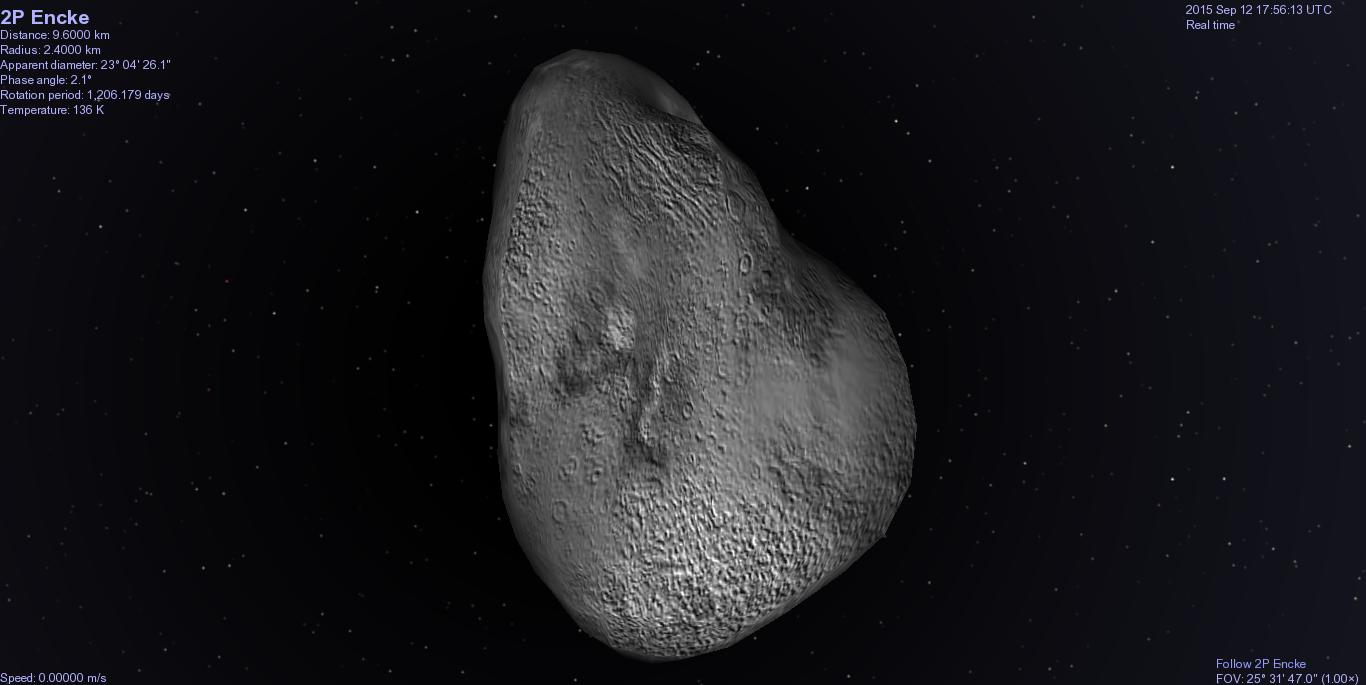
Комета Энке

Важное значение имели исследования Энке, посвящённые комете, получившей впоследствии его имя. В 1819 году установил, что кометы, открытые Пьером Мешеном (1786) и Ж.-Л. Понсом (1818), являются одной периодической кометой, которая движется по эллиптической орбите с периодом обращения 3,3 года. Комета Энке — одна из интереснейших комет, поскольку обладает самым коротким периодом обращения и малым перигелийным расстоянием.
Награждён Золотой медалью Королевского астрономического общества в 1824 году. 
Энке сыграл значительную роль в судьбе Карла Брунса, пригласив его к себе в обсерваторию и тем самым открыв миру нового великого астронома.
Иоганн Франц Энке умер 26 августа 1865 года в городе Берлине.